# Diphyus dictiosus
Diphyus dictiosus är en stekelart som först beskrevs av Cresson 1877.  Diphyus dictiosus ingår i släktet Diphyus och familjen brokparasitsteklar. Inga underarter finns listade i Catalogue of Life.